# 福立 (明尼苏达州)
福立（英語：Foley）是一個位於美國明尼蘇達州本頓縣的都市。根據2010年美國人口普查，該地共人口2603人，而該地的面積約為6.50平方千米。同時該地也是本頓縣的縣治。

## 地理
福立的座標為45°39′50″N 93°54′40″W / 45.66389°N 93.91111°W，而該地的平均海拔高度為347米（即1138英尺）。